# 遏捻可汗
遏捻可汗（?—?），𨁂跌氏，是回鹘汗国的第十五任可汗。乌介可汗的弟弟。
遏捻可汗原为遏捻特勤。846年七月，乌介可汗為宰相隐逸啜所殺，隐逸啜立他的弟弟遏捻特勤為遏捻可汗。848年，遏捻可汗率残部五千，投奔库莫奚酋长硕舍朗。847年五月，卢龙节度使张仲武讨库莫奚，将其击破，遏捻可汗率所存属五百人，转依室韦。回纥余众日益耗散，848年正月，听说张仲武来攻，遏捻可汗惧，深夜携妻葛禄、子特勤毒斯等九骑夜驰，放弃部众西奔，不知所终，余众分散于室韦。黠戛斯又大破室韦，收回纥余众归漠北。漠北回鹘彻底灭亡，退出蒙古草原。。